# 岡田友香
岡田 友香（おかだ ゆか、1973年〈昭和48年〉12月21日 - ）は、フォニックスに所属するフリーアナウンサー。

## 略歴・人物
神奈川県横浜市出身。桐蔭学園女子部、お茶の水女子大学教育学部外国文学科を卒業、1996年に仙台放送にアナウンサーとして入社。在籍中の2002年4月から2006年6月までの間『ヨジテレビ!』の司会を務めた。
身長164cm、血液型A型。趣味はスキューバダイビング。林佳緒里と中村仁美は中学・高校・大学を通じて後輩に当たる。

## 過去の担当番組
仙台放送時代
- めざましテレビ[1]
- ミミよりテレビ[1]
- ヨジテレビ!（司会）
- FNN仙台放送スーパーニュース（1999年1月 - お天気キャスター／2000年7月 - 2001年3月 木・金曜日キャスター）
- 情報マガジンみやぎ（司会）

仙台放送退社後
- BSフジNEWS（BSフジ、火・金曜日担当）
- テレビ寺子屋（テレビ静岡 4代目司会　2011年6月 - 2018年3月）

## 出演情報

### テレビドラマ
- 社内処刑人～彼女は敵を消していく～ 第8話（2024年6月7日、関西テレビ） - 副島陽太の母 役
- ウルトラマンオメガ 第7話（2025年8月16日、テレビ東京） - キャスター 役